# Ауреус Фаустины Старшей
Ауреус Фаустины Старшей – золотая монета, которая чеканилась в Римской империи около 148 года. На ней был изображен портрет Фаустины Старшей – супруги римского императора Антонина Пия.

## История
Чеканка монеты датируется приблизительно 148 годом. Вес – 7,32 г, диаметр – 19 мм. Чеканилась из золота, местом чеканки стал Рим. Антикварная стоимость монеты оценивается в сумму 9400 долларов.

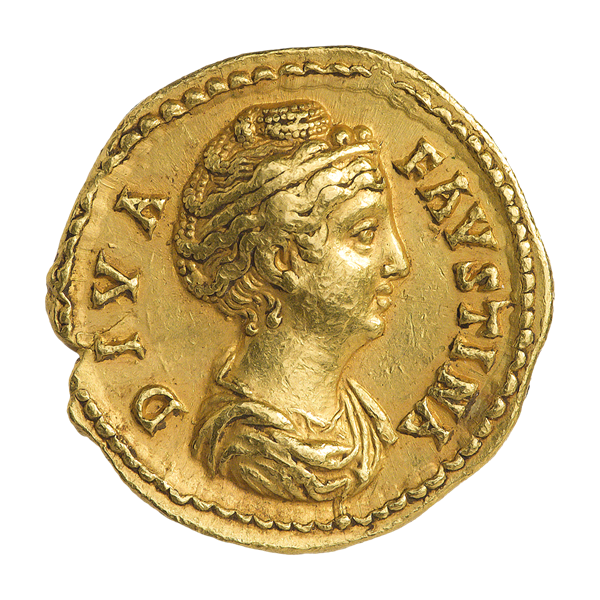
Ауреус Фаустины Старшей (аверс). Первый вариант оформления монеты
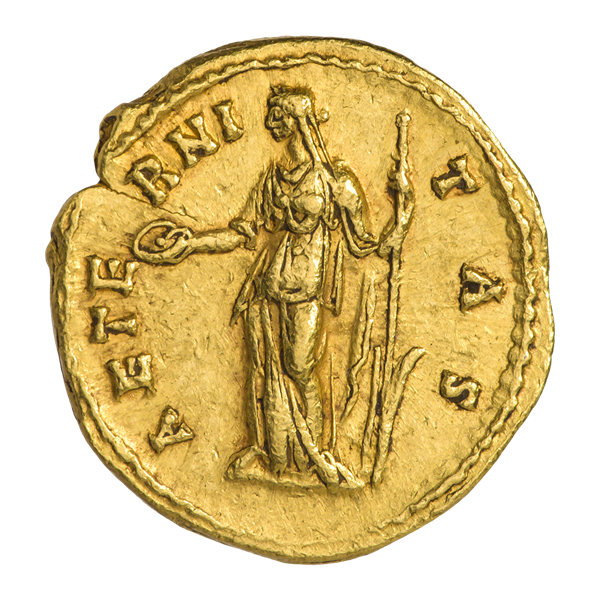
Ауреус Фаустины Старшей (реверс). Первый вариант оформления монеты — с богиней Этернитас на реверсе
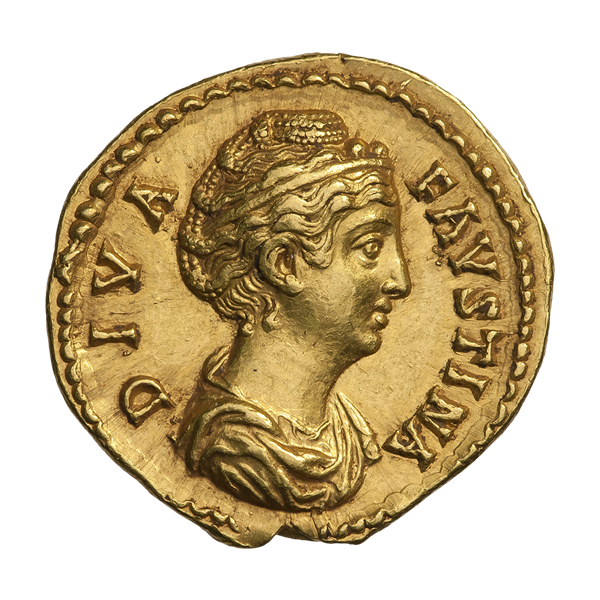
Ауреус Фаустины Старшей (аверс). Второй вариант оформления монеты
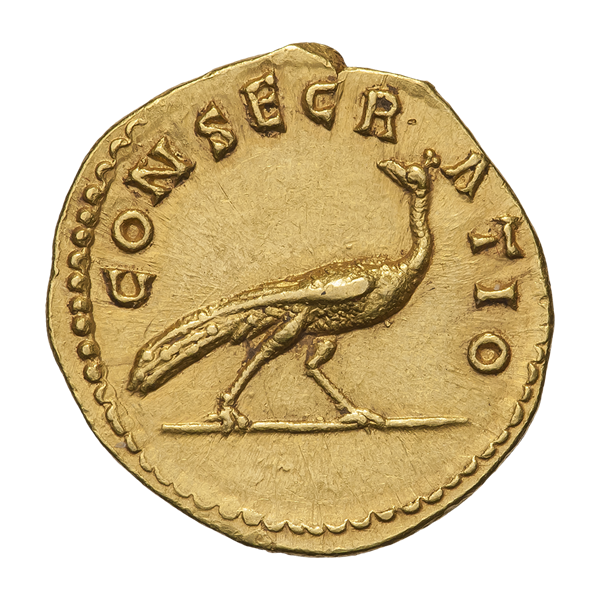
Ауреус Фаустины Старшей (реверс). Второй вариант оформления монеты

На монетах ауреусах изображали императоров, их жен или божеств. На ауреусе Фаустины Старшей отчеканен портрет супруги римского императора Антонина Пия. Фаустина Старшая отличалась привлекательной внешностью, занималась благотворительностью, участвовала в обучении детей. Когда она умерла, император Антонин Пий причислил ее к божествам и отдал распоряжение о чеканке монет из золота и серебра с ее портретом. Аверс ауреуса Фаустины Старшей содержит профиль императрицы и надпись «Diva Faustina», которая переводится как «Божественная Фаустина». Реверс монеты был создан сразу в нескольких вариантах, причем не все из них известны исследователям. На одном реверсе монеты изображен храм, который был возведен в честь Фаустины, на другом императрица предстает в образе богини Фортуны Милосердной, в следующем варианте отчеканена колесница, которая запряжена четверкой лошадей с повозкой.
Еще один вариант реверса содержит изображение богини Этернитас, которая являлась олицетворением вечности. В правой руке у нее находится патера – сосуд, который необходим для проведения разных ритуалов, в левой – румпель, то есть часть корабельного руля. Имя богини Этернитас отчеканено по краю монеты. Также были созданы разные варианты оформления монеты ауреуса Фаустины Старшей, именно с изображением богини Этернитас.
Помимо ауреуса, с изображением Фаустины Старшей были отчеканены и другие монеты, часть из которых найдена исследователями. В 1876 году во время проведения раскопок на территории древнего поселения Каменная гора у села Орловка Ренийского района Одесской области, была найдена монета — асс, на котором было изображение и имя императрицы Фаустины Старшей. На реверсе монеты отчеканено изображение богини Весты с палладиумом и скипетром.